# استوارت همروف
اِستوارت همروف (به انگلیسی: Stuart Hameroff) زادهٔ ۱۹۴۷ بوفالو در نیویورک، پژوهشگر و متخصّص بیهوشی آمریکایی است.
وی استاد روانشناسی و بیهوشی دانشگاه آریزونا در شهر توسان در آمریکا است.
وی که دانش آموختهٔ دانشگاه پیتسبورگ است، دکترای خود را از دانشگاه درکسل گرفته، و هم‌اکنون ریاست فعلی مرکز مطالعات خودآگاهی دانشگاه آریزونا است.
شهرت وی بخاطر نظریّهٔ ارک-آر است که یک تئوری مدل کوانتوم مکانیکی مغز است و راجع به فلسفه ذهن و موضوعات خودآگاهی است.
وی، این نظریه را با همکاری فیزیکدان بزرگ راجر پنرز ابداع نموده‌است، و معتقد است اندرکنش‌های کوانتیکی در ناحیه‌ای از سلول‌های مغزی بنام میکروتوبول‌ها به وقوع می‌پیوندد. وی بر این مبنا همانند کورت گودل معتقد است که مغز انسان یک سیستم فرا-الگوریتمی است.